# Charles Claser

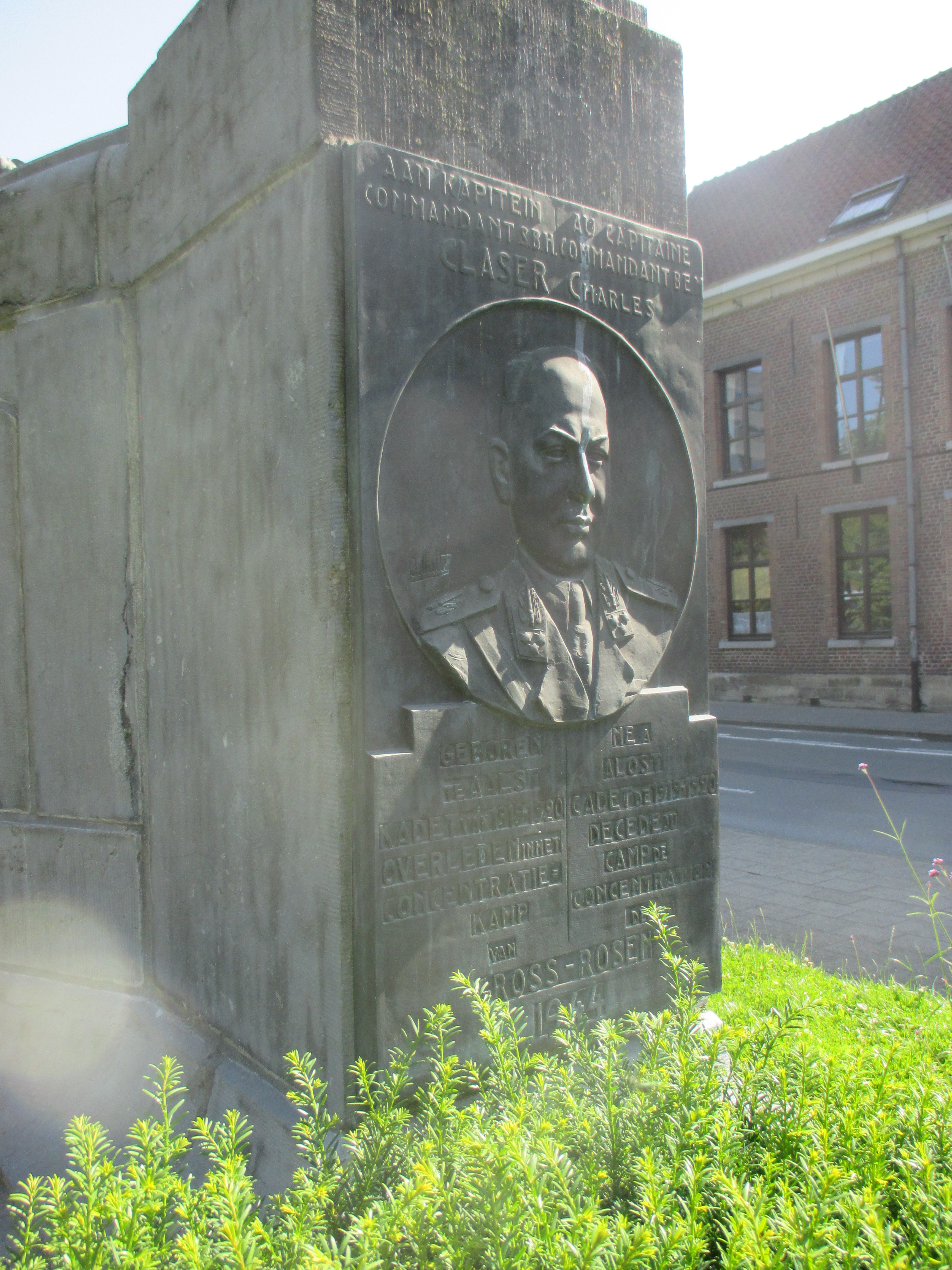
Gedenkplaat op het Nationaal oorlogsmonument Eerste en Tweede Wereldoorlog in Aalst.

Charles Claser (Aalst, 27 juli 1901 - Groß-Rosen, 12 december 1944) was een Belgisch militair en verzetsstrijder tijdens de Tweede Wereldoorlog en oprichter van 'Het Belgisch Legioen' (La Légion belge) dat in 1944 de naam wijzigde in het Geheim Leger.

## Biografie
Charles Claser werd in 1901 geboren in Aalst. Zijn studies werden onderbroken door het uitbreken van de Eerste Wereldoorlog. Zijn familie verhuisde naar Frankrijk waar Claser zijn baccalaureaat behaalde met hoogste onderscheiding. In 1919 schreef hij zich in bij de kadettenschool van Namen (l'École des Cadets de Namur) en studeerde vervolgens van 1920 tot 1922 aan de Koninklijke Militaire School waar hij de rang van onderluitenant van de infanterie behaalde. Claser sloot zich aan bij het 3de Linieregiment en studeerde in 1930 af als stafofficier aan de Oorlogsschool (l'École de Guerre). In juni 1939 werd hij bevorderd tot kapitein en in december van hetzelfde jaar tot kapitein-commandant. Hij behaalde in dezelfde periode ook het certificaat van piloot-waarnemer.
Bij het begin van de Tweede Wereldoorlog geraakte Claser tijdens de Achttiendaagse Veldtocht op 28 mei 1940 ernstig gewond. Hij kon na de capitulatie uit krijgsgevangenschap ontsnappen en onderduiken samen met zijn vrouw en twee kinderen in Erwetegem (Zottegem) onder de schuilnaam Van Nieuwenhove. Na zijn herstel nam hij in de zomer van 1940 het pseudoniem Van Nieuwenhove aan en begon met de oprichting van een verzetsgroep onder de naam 'Het Belgisch Legioen' (La Légion belge) onbewust van het feit dat op dat moment kolonel Robert Lentz hetzelfde deed met de oprichting van 'Het Heropgericht Leger van België' (L'Armée belge reconstituée). Er werden contacten gelegd met de verzetsbewegingen 'La Phalange' van graaf Xavier de Hemricourt de Grunne en het "het Heropgericht Leger van België" en de drie groepen werden in de zomer van 1941 samengevoegd onder de naam van het Belgische Legioen dat later, vanaf 1 juni 1944, de naam Geheim Leger zou aannemen.
Na het mislukken van de 'Missie Cassart' besloot Claser om in juli 1942 zelf naar Londen te reizen om contact te zoeken met de bondgenoten en de Belgische regering in ballingschap. De bondgenoten in Londen bleven weinig vertrouwen hebben in de verzetsbeweging, waardoor Claser besloot om in november 1942 een tweede maal naar Londen te reizen. Hij werd echter, samen met zijn adjudant Richard Defroyennes, gearresteerd toen ze de demarcatielijn in Frankrijk probeerden over te steken. Ze werden opgesloten onder hun schuilnamen Van den Hende (Claser) en Raoul Devergnies (Defroyennes) in de gevangenis van Dole.
Daar de twee verzetsstrijders onder een schuilnaam opereerden wisten de Duitsers pas na het verraad van Prosper Dezitter wie ze gearresteerd hadden en lieten hem overbrengen naar de gevangenis van Etterbeek en vervolgens, eind december naar Sint-Gillis en daarna naar de gevangenis van Vorst. In februari 1944 werden hij en een groot aantal leden van het Belgisch legioen gedeporteerd naar het kamp Esterwegen. Op 15 maart 1944 werd Claser overgebracht naar Groß-Strehlitz en vervolgens op 1 oktober 1944 naar het Nacht und Nebel-concentratiekamp Groß-Rosen in Silezië. Zeer verzwakt door de slechte behandeling en de ontberingen overleed Charles Claser op 12 december 1944.
In 2025 werd aan het Oorlogsmonument Politiek Gevangenenplein in Zottegem een gedenkplaat voor Claser onthuld.